# Simpang Empat (Karang Baru)
Simpang Empat is een bestuurslaag in het regentschap Aceh Tamiang van de provincie Atjeh, Indonesië. Simpang Empat telt 1789 inwoners (volkstelling 2010).